# 서경석 (군인)
서경석(徐慶錫, 1942년 1월 5일 ~ )은 경기도 의정부에서 출생한 대한민국 군인 겸 외교관이며 대학 교수이다. 1965년 ROTC 3기로 육군 소위에 임관하여 1999년 중장으로 예편하였고, 이후 고려대학교와 연세대학교에서 교수로 활동한 바 있다. 제5대 주 동티모르 대한민국 대사를 지냈다.

## 생애

### 학력
- 중앙고등학교
- 고려대학교 사학과 학사
- 육군보병학교 졸업
- 미국 버지니아 종합군사학원 졸업
- 미국 미주리 종합군사학원 졸업
- 국방대학교 행정학사 17기(1972년)
- 고려대학교 대학원 사학과 인문과학 석사
- 고려대학교 대학원 정치외교학과 정치학 석사
- 고려대학교 대학원 경영학과 경영학 석사·경영학 박사

### 주요 경력
- 1965년 ROTC 3기로 육군 소위 임관
- 1965년 육군 수도사단 소대장
- 1968년 육군 수도사단 중대장
- 1972년 파월 맹호부대 중대장
- 1975년 육군 제25사단 작전장교
- 1976년 육군 제25사단 제72연대 제2대대장
- 1977년 육군 수도사단 작전참모
- 1979년 육군대학교 전술학처 교관
- 1983년 육군 제17사단 제102연대장
- 1985년 고려대학교 학군단장
- 1987년 육군 교육사령부 참모장
- 1989년 육군 특전사령부 참모장
- 1990년 육군 특전사령부 제5공수여단장
- 1991년 육군 제17사단장
- 1995년 육군 제6군단장
- 1997년 국방부 군수차관보
- 1999년 육군 중장 예편
- 1999년 고려대학교 교수
- 2001년 자유민주연합 외교안보행정특임위원
- 2007년 고려대학교 명예교수
- 2008년 연세대학교 석좌교수
- 2010년 9월 ~ 2012년 9월 동티모르 주재 대한민국 대사[1]

## 주요 훈장
- 충무무공훈장
- 화랑무공훈장

## 저서
- 《전투감각》, 샘터, 1991.

## 관련 기사
- 《나는 언제나 역전의 용사》